# Heliga Trefaldighets kyrka, Liepāja
För andra betydelser, se Heliga Trefaldighets kyrka.
Heliga Trefaldighets kyrka (lettiska: Liepājas Svētās Trīsvienības katedrāle) är en luthersk katedral i Liepāja, Lettland, samt biskopssäte och huvudkyrka i Liepāja evangelisk-lutherska stift.